# Републикански път III-705
Републикански път IIІ-705 е третокласен път, част от Републиканската пътна мрежа на България, преминаващ изцяло по територията на област Бургас. Дължината му е 25,7 км.
Пътят се отклонява наляво при 208,5 км на Републикански път I-7 в центъра на село Бероново и се насочва на югоизток. Чрез ниска (457 м н.в.) седловина преодолява източната част на Стидовска планина (част от Източна Стара планина) и при град Сунгурларе навлиза в северозападната част на Карнобатската котловина — Сунгурларското поле. След града продължава отново в югоизточна посока през полето, минава през селата Горово и Мъдрино, завива на север и в южната част на село Вълчин се съединява с Републикански път II-73 при неговия 77,2 км.
| Пътища, отклоняващи се надясно (населено място, № на пътя, посока на пътя)                             | Км   | Пътища, отклоняващи се наляво (посока на пътя, № на пътя, населено място) |
| --- | ---- | ------------------------------------------------------------------------- |
| Община Сунгурларе, I-7, 208,5 км, с. Бероново ←                                                        | 0,0  | ← с. Бероново, 208,5 км, I-7, Община Сунгурларе                           |
| (до 230,4 км на I-7) III-7306, 8,6 км, гр. Сунгурларе ← (за с. Грозден) общински път, гр. Сунгурларе ← | 11,8 | ← гр. Сунгурларе, 8,6 км, III-7306 (от с. Лозарево) .                     |
| | 16,6 | → общински път (за с. Черница)                                            |
| с. Горово                                                                                              | 17,1 | с. Горово                                                                 |
| Община Карнобат                                                                                        | 22,5 | Община Карнобат                                                           |
| с. Мъдрино                                                                                             | 23,7 | с. Мъдрино                                                                |
| (до гр. Карнобат) II-73, 77,2 км, с. Вълчин ←                                                          | 25,7 | ← с. Вълчин, 77,2 км, II-73 (от 121,9 км на I-7)                          |